# Kościół św. Michała Archanioła w Wojciechowicach
Kościół św. Michała Archanioła w Wojciechowicach – zabytkowy kościół we wsi Wojciechowice (województwo dolnośląskie).
Kościół parafialny wybudowany w  XV w., przebudowany w XVII w.